# Schwarzpaul
Schwarzpaul ist seit der kommunalen Neuordnung, die am 1. Januar 1975 in Kraft trat, ein Wohnplatz und Ortsteil der Stadt Hemer in Nordrhein-Westfalen. Zuvor gehörte die Siedlung zur selbstständigen Gemeinde Ihmert, die sie am 1. Januar 1969 von Evingsen übernommen hatte.
Schwarzpaul liegt im Südosten des Stadtgebiets an der Grenze zur Nachbarstadt Altena. Nachbarsiedlungen sind Elfenfohren und Ihmert im Westen, Hültershagen im Norden, Heide und Stodt im Nordosten sowie Hüingsen im Osten. Im Süden grenzt Schwarzpaul an die Altenaer Ortschaft Rüterschlag.

## Geschichte
Bis 1807 gehörte Schwarzpaul zum Gericht Hemer im Amt Iserlohn, anschließend wurde es in der umfangreichen kommunalen Neugliederung während der Franzosenzeit der Mairie Hemer im Kanton Iserlohn des Arrondissement Hagen des Départements Ruhr zugeordnet.
Ab 1814 gehörte Schwarzpaul der Landgemeinde Evingsen (Teil der Steuergemeinde Evingsen) innerhalb der Bürgermeisterei Hemer des Kreises Iserlohn an. Der laut der Ortschafts- und Entfernungs-Tabelle des Regierungs-Bezirks Arnsberg 1838 als Kolonien bezeichnete Ort besaß zu dieser Zeit zwei Wohnhäuser und zwei landwirtschaftliche Gebäude. Zu dieser Zeit lebten 13 Einwohner im Ort, davon vier evangelischen und neun katholischen Glaubens.
Auf der Preußischen Uraufnahme von 1839 ist der Ort als Am Schwarz Paul verzeichnet. Das Gemeindelexikon für die Provinz Westfalen von 1887 gibt eine Zahl von zehn Einwohnern an, die in einem Wohnhaus lebten. Der Ort gehörte zu dieser Zeit weiterhin zur Landgemeinde Evingsen im Kreis Iserlohn.